# 一谷啓悟
一谷 啓悟（いちたに けいご、1993年4月2日 - ）は、日本の俳優、タレントである。埼玉県出身。かつてはムーン・ザ・チャイルドに所属していた。

## 出演

### テレビ
- 竹山先生?（2007年、TX系） - 中学生 役
- フルスイング（2008年、TBS系） - 野球部員 役

### CM
- NTT東日本 FLET’S光 「ためになる授業篇」（2007年2月 - 4月）
- 大塚製薬 「オロナミンCドリンク 公転篇」（2007年6月）
- 日本コカ・コーラ 「ジョージア」（2010年11月 - 2011年10月）
- ソフトバンクモバイル 「白戸家『父やり直す』篇」（2011年1月 - 6月）